# 小行星3107
小行星3107（3107 Weaver）是一颗围绕太阳公转的小行星。1981年5月5日，卡羅琳·舒梅克在帕洛马山发现了此天体。
該小行星以美國《國家地理》雜誌科學資深助理編輯肯尼斯·威佛命名。
这颗小行星的绝对星等为50.10973065440465等。